# Wadowice
Wadowice (pronunciado va·do·vi·tse, IPA: /vadɔ'vʲiʦɛ/) es un pueblo pequeño en el sur de Polonia, a 50 kilómetros de Cracovia con 19.500 habitantes (en 2001), situado por el río Skawa, confluencia de Vístula, en la parte oriental de la Meseta de Silesia (Pogórze Ślaskie). 

## Historia
De 1325 a 1327 el pueblo se menciona en un archivo como un establecimiento de cambio perteneciente a los Duques de la dinastía Piast de Silesia, y según algunos historiadores ya era una municipalidad. El gobierno local se permitió con la Ley de Kulm en 1430.
De 1317 a 1445 Wadowice pertenecía al ducado silesio de Oświęcim y después de 1445 al ducado de Zator. Aunque los ducados se gobernaban por los Piastas polacos, durante los años 1327-1494 los ducados fueron sujetos a gobernación bohemia, hasta que por fin se compraron por los reyes polacos en 1457/1494 y los incorporaron como un condado silesiano.
No obstante, esta zona de la actual Polonia (localizada en la histórica Pequeña Polonia) ha estado en manos de los Reyes de Bohemia, del Sacro Imperio Romano Germánico (antes y con la Casa de Habsburgo), de Prusia, del Imperio Austriaco (unos años como Gran Ducado de Cracovia) del Imperio Austrohúngaro para, finalmente tras la Primera Guerra Mundial, formar parte de la renacida Polonia.

## Economía
Wadowice, hoy en día es principalmente un sitio de turismo aunque se producen pocas cosas como máquinas, materiales de construcción, y procesamiento de alimento.

## Personas destacadas
- Papa San Juan Pablo II (1920-2005). 264° sumo pontífice de la Iglesia católica.

- Godwin von Brumowski (1889-1936) fue el as de caza más exitoso de la Fuerza Aérea Austrohúngara durante la Primera Guerra Mundial.

## Cultura y sitios de interés
- Días de Wadowice (Dni Wadowic) se celebran de mayo a junio.
- El Museo de la Familia del Santo Padre colecciona recuerdos de Karol Wojtyła y su familia.